# 708e division d'infanterie
La 708e division d'infanterie (en allemand : 708. Infanterie-Division ou 708. ID), reformée en tant que 708. Volks-Grenadier-Division, est une des divisions d'infanterie de l'armée allemande (Wehrmacht) durant la Seconde Guerre mondiale.

## Création
La 708. Infanterie-Division est formée le 2 mai 1941, en tant que division statique d'occupation dans le Wehrkreis VIII en tant qu'élément de la 15. Welle (15e vague de mobilisation).
Elle est transférée en France en juin 1941 où elle sert de force d'occupation et de sécurité, ainsi qu'à la défense anti-aérienne et côtière dans la région de Bordeaux et de Royan.
Retirée de la côte atlantique française en juillet 1944, la division gagne l'intérieur des terres et participe aux combats en Normandie.
Elle est détruite en août 1944 dans la région de Le Mans-Laval pendant la retraite allemande de l'ouest de la France.
Elle est reformée en tant que 708. Volks-Grenadier-Division (708e Volksgrenadier Division), le 4 septembre 1944 à partir de la 573. Volks-Grenadier-Division partiellement formée.

## Organisation

### Commandants
| Date                            | Grade                | Commandant     |
| ------------------------------- | -------------------- | -------------- |
| 3 mai 1941 - 1er mars 1942      | Generalmajor         | Walter Drobnig |
| 1er mars 1942 - 30 juillet 1943 | Generalleutnant z.V. | Hermann Wilck  |
| 30 juillet 1943 - 24 août 1944  | Generalmajor         | Edgar Arndt    |

### Officiers d'opérations (Generalstabsoffiziere (Ia))
| Date                          | Grade          | Commandant                   |
| ----------------------------- | -------------- | ---------------------------- |
| Septembre 1943 - Février 1944 | Major          | Wilhelm Breidenstein         |
| Février 1944 - Août 1944      | Oberstleutnant | Heinz-Joachim Mueller-Lamkow |

## Théâtres d'opérations
- Allemagne : Mai 1941 - Juin 1941
- France : Juin 1941 - Août 1944

## Ordre de bataille
1941
- Infanterie-Regiment 728 (régiment d'infanterie)
- Infanterie-Regiment 748
- Artillerie-Abteilung 658 (bataillon d'artillerie)
- Pionier-Kompanie 708
- Nachrichten-Kompanie 708
- Versorgungstruppen 708 (Unités divisionnaires)

1944
- Grenadier-Regiment 728
- Grenadier-Regiment 748
- (Kosaken) Festungs-Grenadier-Regiment 360 (régiment de grenadiers de forteresse (Cosaques))
- Divisions-Füsilier-Bataillon 708 (bataillon de Fusiliers)
- Artillerie-Regiment 658 (3)
- Fla-Kompanie 708
- Feldersatz-Bataillon 708
- Panzerjäger-Kompanie 708
- Pionier-Bataillon 708 (bataillon de génie militaire)
- Nachrichten-Abteilung 708
- Versorgungstruppen 708